# Pflege- und Entwicklungsplan
Ein Pflege- und Entwicklungsplan (kurz PEP oder PEPL) als Fachplanung umfasst Festlegungen von Pflege und Entwicklung (Biotopmanagement) von Schutzgebieten oder schützenswerten Landschaftsteilen nach dem Naturschutzgesetz. Dazu gehören die Zusammenstellung der biotischen und abiotischen Ausgangsbedingungen, Ermittlung der Planungsgrundlagen, Konzeption und die endgültige Planfassung mit dem Ziel einer naturverträglichen Nutzung. Dabei geht es, speziell im Städtebau, um die Förderung ökologisch, ästhetisch oder kulturhistorischer Werte.
Ein PEPL ist als nicht rechtsverbindlicher Plan ein Umsetzungsvorschlag. Ziel ist zum einen die Erhaltung der im Gebiet typischen Pflanzen- und Tierbestände, besonders gefährdeter Arten. Des Weiteren der Schutz, die Verbesserung und Sanierung ihrer Lebensräume, sowie die Wiederherstellung der Eigenart, Vielfalt und Schönheit der Landschaft.
Inzwischen wird meist die Bezeichnung Managementplan (MaP) genutzt.

## Inhalt
Ein PEPL lässt sich in drei Teile aufgliedern:
- Naturschutzfachliche Analyse (Ist-Zustand)
- Bewertung und Schutzwürdigkeit (Gefährdung, Entwicklungspotential …)
- Pflege und Entwicklungsplanung (Maßnahmen zur Erfüllung der Ziele des jeweiligen Schutzgebietes)